# Таш-Башат (Нарынская область)
Таш-Башат (кирг. Таш-Башат) — село в Нарынском районе Нарынской области Кыргызстана. Входит в состав Ортокского аильного округа. Центр аильного округа.  
Ранее носило название Калинин.

## Экономика
Местные жители занимаются сельским хозяйством. В зимний период мужское население села занимаются ручной добычей золота в реке Нарын.

## Любопытный факт
В сентябре 2006 года в газете The New York Times появилось сообщение о обнаруженной лесопосадки в виде лесной свастики «Эки Нарин» на склоне холма недалеко от деревни Таш-Башат, в Нарынской области Кыргызстана. Лесопосадка представляет собой обратную свастику, высажена из хвойных деревьев и имеет ширину 180 метров. Исследование 1991 года показало возраст деревьев на посадке в 50 лет, то есть около 1941 года.